# Cardamine
Genre
Cardamine est un genre de plantes à fleurs dicotylédones de la famille des Brassicaceae (ou Crucifères), à distribution quasi-cosmopolite. Il comprend plus de 200 espèces acceptées, ce qui en fait l'un des principaux genres de la famille des Brassicaceae.
Certaines espèces de ce genre étaient autrefois placées dans un genre nommé Dentaria, les dentaires, mais sont désormais incluses dans le genre Cardamine.
Ce sont des plantes herbacées annuelles ou pérennes. Certaines espèces sont des adventices, ou mauvaises herbes des cultures.

## Étymologie
« Cardamine » est la francisation du latin cardamina qui désignait en latin et en grec (kardaminê, kardamon ou kardamis) un cresson, sans doute le cresson alénois.

## Caractéristiques générales

### Appareil végétatif
Les espèces du genre cardamine sont des plantes herbacées, annuelles, bisannuelles ou vivaces, à racines souvent rhizomateuses et parfois tubérisées, pubescentes à poils simples ; tiges simples ou ramifiées.
Les feuilles sont simples, trifoliolées ou pennées, le plus souvent disposées en rosette de feuilles basales. Les feuilles caulinaires sont alternes, parfois opposées ou verticillées World Flora Online (WFO) (13 février 2022).

### Appareil reproducteur
Les fleurs, blanches ou rose plus ou moins violacé, parfois jaunes, sont groupées en racèmes le plus souvent, plus rarement en corymbes. Comme chez toutes les Crucifères, elles comportent 4 sépales oblongs à ovales et 4 pétales obovales, onguiculés à la base ou manquants. Sépales et pétales sont tous libres. L'androcée comprend 6 étamines (parfois moins), à anthères oblongues, obtuses au sommet. Le pistil simple se compose d'un ovaire supère subsessile, cylindrique surmonté d'un style court avec un stigmate entier, plus ou moins bilobéWorld Flora Online (WFO) (13 février 2022).
Les fruits sont des siliques déhiscentes, linéaires-oblongues et comprimées, à valves presque plates dépourvues de nervures, élastiques et s'enroulant en spirale de bas en haut à maturité,  à nervure médiane peu marquée, et à graines unisériées.
Les graines, à testa lisse ou finement tuberculé, sont disposées sur 1 rang. L'embryon, à cotylédons plans, présente une radicule latéraleWorld Flora Online (WFO) (13 février 2022).

## Taxinomie

### Liste d'espèces
Selon NCBI (13 février 2022) :
- Cardamine abchasica Govaerts
- Cardamine adriatica Jar.Kucera, Lihova & Marhold
- Cardamine alalata Heenan, 2017
- Cardamine alpina Arabis bellidifolia Scop., 1772, non Crantz, 1762 nec Jacq., 1764
- Cardamine alticola Heenan, 2017
- Cardamine amariformis Nakai, 1912
- Cardamine angulata Hook.
- Cardamine appendiculata Franch. & Sav.
- Cardamine arisanensis Hayata
- Cardamine astoniae I.Thomps., 1996
- Cardamine basicola Heenan, 2017
- Cardamine bipinnata O.E.Schulz
- Cardamine blaisdellii Eastw.
- Cardamine bonariensis Pers.
- Cardamine bradei O.E.Schulz
- Cardamine caldeirarum Guthnick ex Seub.
- Cardamine carnosa Waldst. & Kit.
- Cardamine changbaiana Al-Shehbaz
- Cardamine chelidonia L.
- Cardamine chlorina Heenan, 2017
- Cardamine circaeoides Hook.f. & Thomson
- Cardamine conferta Jurtzev
- Cardamine constancei Detling
- Cardamine cordifolia A.Gray
- Cardamine cubita Molloy, Heenan & Smissen
- Cardamine delavayi Franch.
- Cardamine densiflora Gontsch.
- Cardamine dentipetala Matsum.
- Cardamine depressa Hook.f., 1844
- Cardamine digitata Richardson
- Cardamine dilatata Heenan, 2017
- Cardamine dimidia Heenan, 2017
- Cardamine douglassii Britton
- Cardamine ecuadorensis Hieron.
- Cardamine eminentia Heenan, 2017
- Cardamine engleriana O.E.Schulz, 1903
- Cardamine enneaphyllos (L.) Crantz
- Cardamine fallax (O.E.Schulz) Nakai
- Cardamine fialae Fritsch
- Cardamine flaccida Cham. & Schltdl.
- Cardamine forsteri Govaerts, 1999
- Cardamine franchetiana Diels
- Cardamine franklinensis I.Thomps., 1996
- Cardamine glanduligera O.Schwarz
- Cardamine glandulosa Blanco
- Cardamine glara Heenan, 2017
- Cardamine glauca Spreng.
- Cardamine glechomifolia H.Lev.
- Cardamine graeca L.
- Cardamine grandiscapa Heenan, 2017
- Cardamine griffithii Hook.f. & Thomson
- Cardamine heleniae Heenan, 2017
- Cardamine heptaphylla (Vill.) O.E.Schulz
- Cardamine hupingshanensis K.M.Liu, L.B.Chen, H.F.Bai & L.H.Liu, 2008
- Cardamine hyperborea O.E.Schulz
- Cardamine intonsa Heenan, 2017
- Cardamine kitaibelii Bech.
- Cardamine kiusiana H.Hara, 1938
- Cardamine laciniata Steud.
- Cardamine latifolia Vahl
- Cardamine latior Heenan, 2008
- Cardamine lazica Boiss. & Balansa ex Boiss., 1888
- Cardamine leucantha (Tausch) O.E.Schulz
- Cardamine lihengiana Al-Shehbaz
- Cardamine lineariloba I.Thomps., 1996
- Cardamine longifructus Ohwi
- Cardamine longii Fernald
- Cardamine lyallii S.Watson
- Cardamine lyrata Bunge, 1833
- Cardamine manshurica (Kom.) Nakai
- Cardamine maritima DC.
- Cardamine megalantha Heenan, 2017
- Cardamine microzyga O.E.Schulz
- Cardamine moirensis I.Thomps., 1996
- Cardamine monteluccii Brilli-Catt. & Gubellini
- Cardamine montenegrina Jar.Kucera, Lihova & Marhold
- Cardamine mutabilis Heenan, 2017
- Cardamine niigatensis H.Hara
- Cardamine nipponica Franch. & Sav.
- Cardamine nuttallii Greene
- Cardamine occidentalis (S.Watson) Howell
- Cardamine occulta Hornem., 1819
- Cardamine oligosperma Nutt.
- Cardamine ovata Benth.
- Cardamine pancicii Hayek
- Cardamine papillata I.Thomps., 1996
- Cardamine papuana O.E.Schulz
- Cardamine parviflora L.
- Cardamine pattersonii L.F.Hend.
- Cardamine pectinata Cardamine impatiens subsp. pectinata (Pall. ex DC.) Stoj. & Stef.
- Cardamine pedata Regel & Tiling
- Cardamine plumieri Vill.
- Cardamine polyodontes Heenan, 2017
- Cardamine prorepens Fisch. ex DC.
- Cardamine pulchella (Hook.f. & Thomson) Al-Shehbaz & G.Yang
- Cardamine purpurascens Cardamine microzyga var. purpurascens O.E.Schulz, 1931
- Cardamine purpurea Cham. & Schltdl.
- Cardamine quinquefolia (M.Bieb.) Benth. & Hook.f. ex Schmalh.
- Cardamine raphanifolia × Cardamine pratensis
- Cardamine regeliana Miq.
- Cardamine repens (Franch.) Diels, 1912
- Cardamine reptans Heenan, 2017
- Cardamine resedifolia L.
- Cardamine rhizomata Rollins
- Cardamine robusta I.Thomps., 1996
- Cardamine rockii O.E.Schulz
- Cardamine rotundifolia Michx.
- Cardamine rupestris K.Maly
- Cardamine rupicola (O.E.Schulz) C.L.Hitchc.
- Cardamine schulzii Urbanska-Worytkiew
- Cardamine sciaphila Heenan, 2017
- Cardamine serbica Pancic
- Cardamine serpentina Heenan, 2017
- Cardamine sphenophylla Jurtzev
- Cardamine subcarnosa (Hook.f.) Allan, 1961
- Cardamine tanakae Franch. & Sav.
- Cardamine tangutorum O.E.Schulz
- Cardamine tenella E.D.Clarke
- Cardamine tenuifolia Hook.
- Cardamine thalassica Heenan, 2017
- Cardamine torrentis Nakai
- Cardamine trifida (Lam. ex Poir.) B.M.G.Jones
- Cardamine trifolia L.
- Cardamine umbellata Greene
- Cardamine unguiculus Heenan, 2017
- Cardamine uniflora Michx., 1803
- Cardamine victoris N.Busch
- Cardamine volckmannii Phil., 1864
- Cardamine wiedmanniana Boiss.
- Cardamine yezoensis Maxim., 1873
- Cardamine yunnanensis Franch.
- Cardamine × ferrarii Burnat
- Cardamine × insueta Urbanska-Worytkiewicz

### Espèces européennes
- Cardamine amara — Cardamine amère

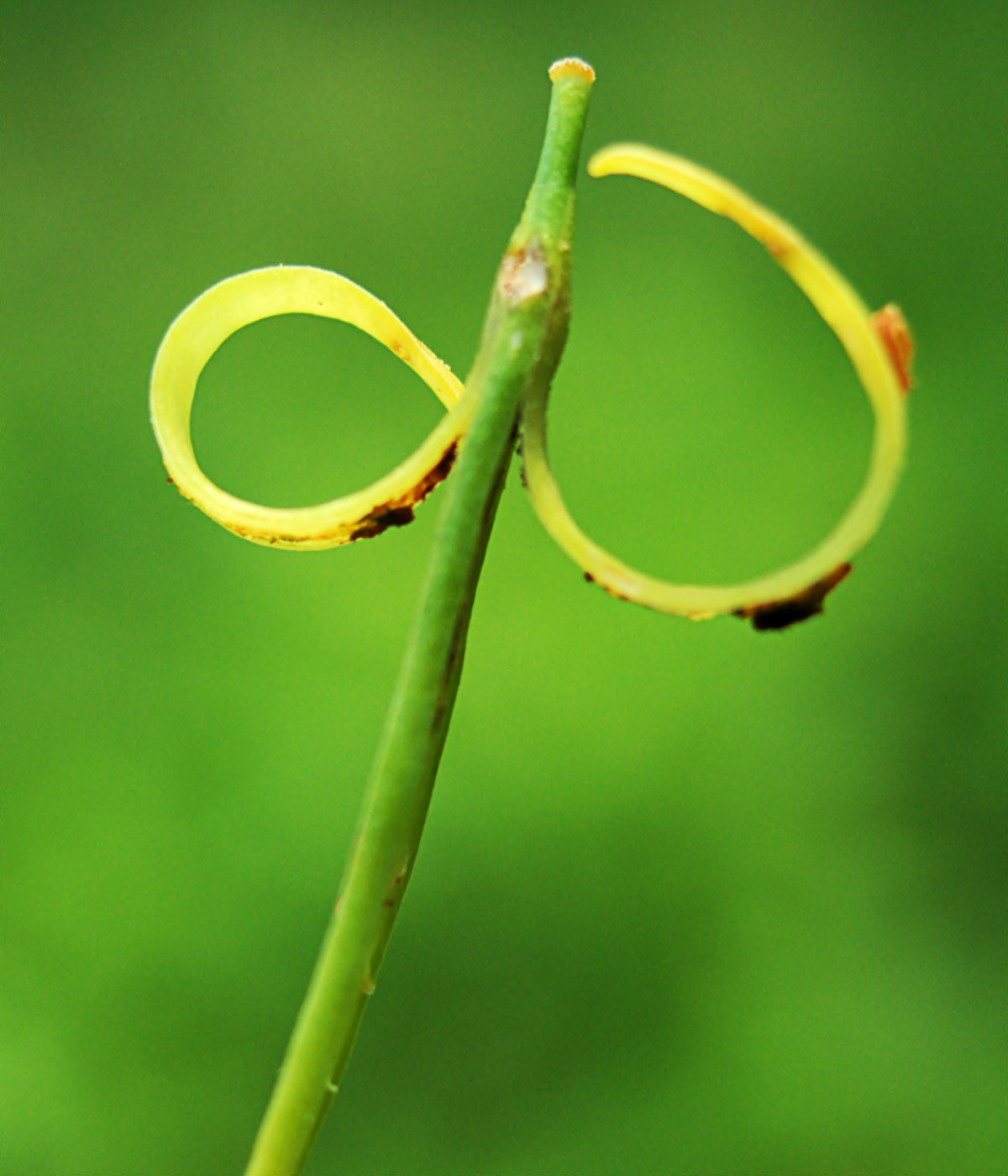
Les valves de la silique de C. hisrsuta et C. pratensis s'ouvrent élastiquement de la base au sommet, et se roulent sur elles-mêmes en lançant leurs graines. La dissémination par autochorie est de type ballochorie.

- Cardamine asarifolia — Cardamine à feuilles d'asaret
- Cardamine barbaraeoides
- Cardamine bellidifolia
- Cardamine bulbifera — Cardamine bulbifère
- Cardamine caldeiratum
- Cardamine carnosa
- Cardamine chelidonia — Cardamine fausse-chélidoine
- Cardamine enneaphyllos — Cardamine à neuf folioles
- Cardamine flexuosa — Cardamine flexueuse
- Cardamine glanduligera
- Cardamine glauca
- Cardamine graeca
- Cardamine heptaphylla — Cardamine à sept folioles
- Cardamine hirsuta — Cardamine hirsute ou Cardamine hérissée
- Cardamine impatiens — Cardamine impatiente
- Cardamine kitaibelii
- Cardamine macrophylla
- Cardamine maritima
- Cardamine matthiolii
- Cardamine monteluccii
- Cardamine nymanii
- Cardamine opzii
- Cardamine palustris
- Cardamine parviflora
- Cardamine pentaphyllos — Dentaire palmée
- Cardamine plumieri
- Cardamine pratensis — Cardamine des prés ou Saint Georges.
- Cardamine quinquefolia
- Cardamine raphanifolia
- Cardamine resedifolia — Cardamine à feuilles de réséda
- Cardamine tenera
- Cardamine trifida
- Cardamine trifolia — Cardamine à trois folioles
- Cardamine uliginosa
- Cardamine waldsteinii

### Espèces américaines
- Cardamine concatenata - Cardamine à feuilles découpées
- Cardamine diphylla - Cardamine carcajou
- Cardamine maxima

## Utilisation
Les feuilles amères et piquantes (goût puissant dû aux glucosinolates des Brassicacées) de plusieurs espèces ont été consommées crues. Hachées, elles relèvent une salade composée, une salade de crudités, un simple sandwich ou peuvent accompagner des sauces et divers plats (pesto de cardamine). Elles peuvent être cuites en soupe ou en légume comme le cresson mais elles perdent leur saveur. Les fleurs, les inflorescences et les bourgeons également comestibles décorent les salades. En Europe, on a utilisé celles des espèces suivantes : la Cardamine des prés, amère, alpine, hérissée et la Cardamine à feuilles de réséda. On peut broyer les graines pour en faire une « moutarde » moins forte que celle de la moutarde blanche.
En Europe, une confusion entre les 37 espèces de Cardamine (dont 13 en France, 12 en Suisse et 5 en Belgique) est sans danger car ces espèces ne sont pas toxiques.
Du fait de son huile essentielle, de très grandes quantités de cardamine sont irritantes (brûlures gastriques) et entraînent des troubles de la thyroïde (effet goitrogène comme les choux) en inhibant la fixation de l'iode, ce qui empêche la synthèse des hormones thyroïdiennes. Il est ainsi recommandé de ne pas en abuser pour éviter sa toxicité.
Certaines espèces comme la Cardamine des prés sont toniques, stomachiques, expectorantes et antiscorbutiques, d'où l'utilisation des feuilles pour concocter des tisanes.

## Écologie
La chenille du papillon de jour (rhopalocère)  Aurore, Anthocharis cardamines (Pieridae) se nourrit de Cardamine.